# Noyal-sur-Brutz
Noyal-sur-Brutz is een gemeente in het Franse departement Loire-Atlantique (regio Pays de la Loire) en telt 520 inwoners (2004). De plaats maakt deel uit van het arrondissement Châteaubriant-Ancenis.

## Geografie
De oppervlakte van Noyal-sur-Brutz bedraagt 7,8 km², de bevolkingsdichtheid is 66,7 inwoners per km².
De onderstaande kaart toont de ligging van Noyal-sur-Brutz met de belangrijkste infrastructuur en aangrenzende gemeenten.

## Demografie
Onderstaande figuur toont het verloop van het inwonertal (bron: INSEE-tellingen).